# Elaeagia utilis
Elaeagia utilis är en måreväxtart som först beskrevs av Justin Goudot, och fick sitt nu gällande namn av Hugh Algernon Weddell. Elaeagia utilis ingår i släktet Elaeagia och familjen måreväxter. Inga underarter finns listade i Catalogue of Life.